# Lake Forest (Illinois)
Lake Forest − miasto znajdujące się w hrabstwie Lake w stanie Illinois w Stanach Zjednoczonych.

## Demografia
Według danych United States Census Bureau z roku 2010 Lake Forest zamieszkiwało 19 375 osób. W roku 2023 liczba mieszkańców minmalnie spadła do 19 354 osób, a gęstość zaludnienia poniżej 433 osób/km².

## Położenie
Miejscowość leży na południe od Waukegan na wysokim brzegu jeziora Michigan i jest częścią metropolii chicagowskiej.

## Historia
Lake Forest otrzymało prawa miejskie w 1857 roku. Znajduje się tu Lake Forest College. Miejscowy ratusz, zaprojektowany przez Charlesa Sumnera Frosta i zbudowany w 1898 roku, był siedzibą straży pożarnej, biblioteki i biur rady miejskiej.

## Zabudowa
Wschodnia, przylegająca do jeziora część Lake Forest, jest jednym z najbardziej widokowych przedmieść Chicago. Znajdują się tu wille i pałace wzniesione przez wybitnych architektów z Frankiem Lloydem Wrightem na czele.

## Środowisko
Lake Forest nazywane jest Miastem Drzew ze względu na bogatą szatę roślinną. W roku 1987 aktor Mr. T naraził się miejscowej społeczności każąc wyciąć ponad sto dębów rosnących na terenie jego posiadłości. Media amerykańskie nazwały to „Lake Forest Chain Saw Massacre”.